# Ramotlabaki
Ramotlabaki – wieś w Botswanie w dystrykcie Kgatleng. Według spisu ludności z 2011 roku wieś liczyła 370 mieszkańców.